# Solar Fire
Albums de Manfred Mann's Earth Band
Messin'
(1973) The Good Earth
(1974)
Singles
1. Joybringer
Sortie : septembre 1973
2. Father of Night, Father of Day
Sortie : 1974

Solar Fire est le 4e album studio du groupe britannique de rock Manfred Mann's Earth Band. Il est sorti le 30 septembre 1973 sur le label Bronze Records et a été produit par le groupe.

## Historique
Enregistré dans les studios « The Workhouse » de Londres, il est le premier album du groupe pour le label Bronze. Il est basé sur le thème de l'œuvre classique, The Planets de Gustav Holst. Seul le single Joybringer (uniquement présent sur la version réédité en 1998) qui se rapporte à la planète Jupiter contient des extraits du titre original, les autres titres n'ont pas été autorisés à en contenir[réf. nécessaire].
L'album comprend une reprise de la chanson Father of Day de Bob Dylan. Elle est intitulée ici Father of Night, Father of Day et s'étale sur près de dix minutes, dans un tempo lent, alors que la version figurant sur l'album New Morning de Dylan dure une minute et vingt-huit secondes, sur un tempo rapide. Tous les autres titres sont écrits et composés par les membres du groupe.
L'album se classe à la 96e place du Billboard 200 aux États-Unis. il ne se classe pas dans les charts britanniques mais est certifié disque d'argent au Royaume-Uni en 1977.

## Liste des titres

### Face 1
| No | Titre                          | Auteur                            | Durée |
| -- | ------------------------------ | --------------------------------- | ----- |
| 1. | Father of Day, Father of Night | Bob Dylan                         | 9:55  |
| 2. | In the Beginning, Darkness     | Mann / Rogers / Slade             | 5:22  |
| 3. | Pluto the Dog                  | Mann / Rogers / Slade / Pattenden | 2:48  |

### Face 2
| No | Titre                                                 | Auteur        | Durée |
| -- | ----------------------------------------------------- | ------------- | ----- |
| 4. | Solar Fire                                            | Rogers, Slade | 5:15  |
| 5. | Saturn, Lord of the Ring/Mercury The Winged Messenger | Mann / Rogers | 6:31  |
| 6. | Earth, The Circle Part 2                              | Mann          | 3:23  |
| 7. | Earth, The Circle Part 1                              | Mann          | 3:56  |

| 8. | Joybringer                     | Gustav Holst / Mann / Rogers / Slade | 3:25 |
| 9. | Father of Day, Father of Night | Bob Dylan                            | 3:03 |

## Musiciens
- Manfred Mann – orgue, piano, mellotron, synthétiseur, chœurs
- Mick Rogers – guitare, chant
- Colin Pattenden – basse
- Chris Slade – batterie, percussions

### Musiciens additionnels
- Irene Chanter – chœurs
- Doreen Chanter – chœurs
- Grove Singers – chœurs
- Peter Miles - percussions sur In the Beginning
- Paul Rutherford - trombone

## Chart & certification
| Pays       | Durée du classement | Meilleur classement |
| ---------- | ------------------- | ------------------- |
| Canada     | 3 semaines          | 96e                 |
| États-Unis | 15 semaines         | 96e                 |

| Pays        | Certification | Ventes   | Date       |
| ----------- | ------------- | -------- | ---------- |
| Royaume-Uni | Argent        | 60 000 + | 14/02/1977 |

### Charts single
| Année | Single       | Chart            | Durée du classement | Position |
| ----- | ------------ | ---------------- | ------------------- | -------- |
| 1973  | "Joybringer" | UK Singles Chart | 10 semaines         | 9e       |